# اقتصاديات تقليدية محدثة
الاقتصاديات التقليدية المحدثة هو مصطلح تم استخدامه بطرق مختلفة في مناهج الاقتصاديات التي تركز على تحديد الأسعار والمخرجات وتوزيع الدخل في الأسواق من خلال العرض والطلب، وغالبًا ما يتم إدخاله من خلال تحقيق الحد الأقصى الافتراضي للمنفعة التي يحصل عليها الأفراد محدودي الدخل وللأرباح التي تحصل عليها الشركات أصحاب التكلفة المحدودة، باستخدام المعلومات المتوفرة وعناصر الإنتاج طبقًا لنظرية الاختيار العقلاني. ويسيطر الاقتصاد التقليدي المحدث على الاقتصاد الجزئي وبالإضافة إلى اقتصاد كينزي يشكّل التركيبة التقليدية المحدثة والتي تسيطر على الاقتصاديات السائدة اليوم. وبالرغم أن الاقتصاد التقليدي المحدث قد حظي بقبول واسع من قبل الاقتصاديين المعاصرين، إلا أنه تعرض للعديد من الانتقادات وغالبًا ما تُدمج في الإصدارات الأحدث للنظرية التقليدية المحدثة بسبب الوعي بالتغييرات الطارئة على المعايير الاقتصادية.

## نظرة عامة
قدّم ثورستين فيبلين المصطلح للمرة الأولى عام 1900 في مقالته «التصورات المسبقة للعلوم الاقتصادية» 'Preconceptions of Economic Science'، لتمييز أصحاب مبدأ التحليل الحدي في تقاليد ألفرد مارشال عن تلك التي توجد لدى مدرسة النمسا.
حيث قال «فيبلين»: «لن تُجرى محاولات هنا لإصدار حكم على الادعاءات النسبية للمدرستين أو الثلاث مدارس الأساسية التي تبنت النظرية، فيما يتخطى النتائج الواضحة إلى حد ما، للغرض الذي نحن بصدده، فإن المدرسة التي يطلق عليها اسم المدرسة النمساوية تعتبر مختلفة جدًا عن المدرسة التقليدية المحدثة، إلا إذا أصبحت في تصنيف مختلف من حيث الأهمية. إن الاختلاف بين الآراء التقليدية المحدثة من ناحية، وبين المدارس التاريخية والماركسية من ناحية أخرى، يعتبر أكثر اتساعًا، إلى حد يتم معه في الواقع منع اعتبار مسلَّمات الأخيرة تحت نفس عنوان البحث الذي يتم وفقًا للأولى.» - فيبلين
وبعد ذلك تم استخدامه لاحقًا من قبل جون هيكس، وجورج ستيجلر، وآخرون ليتضمن أعمال كارل منجر، وويليام ستانلي جيفونز، وجون بيتس كلارك وآخرين كثيرين. وأما اليوم فعادةً ما يُستعمل للإشارة إلى الاقتصاديات السائدة بالرغم من استعماله كمصطلح شامل يضم عددًا من المدارس الفكرية، ويستثني بوضوح الاقتصاد المؤسسي ومدارس الاقتصاد التاريخية المتنوعة، والاقتصاد الماركسي، هذا بالإضافة إلى المناهج الاقتصادية غير التقليدية المتنوعة.
ويتميز الاقتصاد التقليدي المحدث بالعديد من الافتراضات التي تنتمي إلى العديد من مدارس التفكير الاقتصادي. لم يتفق المتخصصون بصورة تامة على المعنى المقصود من الاقتصاد التقليدي المحدث، وكانت النتيجة وجود نطاق واسع من المناهج التقليدية المحدثة في التعامل مع مجالات المشكلات المتنوعة، ونطاقات تبدأ من النظريات التقليدية المحدثة للعمل إلى النظريات التقليدية المحدثة للتحولات الديمغرافية.
وطبقًا لما أشار إليه إليوت روي وينتروب فإن الاقتصاديات التقليدية المحدثة تستند على ثلاثة افتراضيات بالرغم من أن فروع محددة في النظرية التقليدية المحدثة قد تتبنى مناهج مختلفة:
1. لدى الأفراد تفضيلات عقلانية بين المخرجات التي يمكن تحديدها وربطها بالقيمة.
2. الأفراد يرفعون المنفعة إلى أقصى حد والشركات ترفع الأرباح إلى أقصى حد.
3. يتصرف الأفراد بصورة مستقلة بناء على المعلومات الكاملة ذات الصلة.

واستنادًا إلى هذه الافتراضات الثلاثة، أسس علماء الاقتصاد التقليدي المحدث هيكلاً لفهم توزيع الموارد النادرة من بين أهداف بديلة أخرى- في الواقع، غالبًا ما يعد فهم هذا التوزيع تعريفًا للاقتصاديات لأصحاب النظرية التقليدية المحدثة. وفيما يلي بيان للطريقة التي قدم بها ويليام ستانلي جيفونز «مشكلة الاقتصاديات».
 «على فرض وجود مجموعة سكانية معينة لديهم احتياجات وقوى إنتاجية متنوعة، وفي حيازتها أراضٍ محددة وغيرها من موارد المواد: المطلوبة، فإن طريقة توظيف عمالتها هي التي سترفع المنفعة من إنتاجهم إلى أقصى حد ممكن:» 

## منشؤه
كان علم الاقتصاد الكلاسيكي، الذي طُوِّر في القرنين الثامن عشر والتاسع عشر، يحتوي على نظرية قيمة ونظرية توزيع. وكان يُعتقد أن قيمة منتج ما تعتمد على التكاليف التي يشملها إنتاجه، وكان شرح التكاليف في الاقتصاد الكلاسيكي هو شرح للتوزيع في الآن نفسه. يتلقى مالك الأرض الأجرة، ويتلقى العمال المرتّبات، ويتلقى المُزارع الرأسمالي المستأجر الفوائدَ على استثماره. وتضمنت هذه المقاربة الكلاسيكية أعمال آدم سميث ودافيد ريكاردو.
غير أن بعض خبراء الاقتصاد بدؤوا تدريجيًا بالتأكيد على القيمة المدرَكة لسلعة ما بالنسبة إلى المستهلك، وقدموا نظرية تنص على شرح قيمة المنتَج من خلال تبيان الاختلافات في منفعتها للمستهلك. (كان علماء الاقتصاد في إنجلترا يميلون إلى بناء فكرة عامة حول المنفعة بما يتماشى مع منهج النفعية لدى جيرمي بنثام ثم جون ستيوارت مل من بعده).
أما المرحلة الثالثة للانتقال من الاقتصاد السياسي إلى علم الاقتصاد فقد تمثلت في إدخال النظرية الحدية واقتراح أن يتخذ محركو الاقتصاد قراراتهم بناءً على الهامش الاقتصادي. على سبيل المثال، يقرر المرء شراء شطيرة ثانية من عدمه بناءً على مقدار الشبع الذي شعر به بعد إنهائه للشطيرة الأولى، وهكذا تعيّن الشركة موظفًا جديدًا بناءً على زيادة الأرباح التي تتوقع من هذا الموظف أن يجلبها. وهذا يختلف عن منهج صنع القرار الإجمالي في الاقتصاد السياسي الكلاسيكي بأنه يشرح كيف تكون السلع الحيوية مثل الماء رخيصة السعر، في حين تكون الكماليات والرفاهيات باهظة الثمن.